# Don Juan (1955)
Don Juan ist ein österreichischer Musikfilm zu Mozarts Oper Don Giovanni, den 1955 Walter Kolm-Veltée mit Cesare Danova, Josef Meinrad und Evelyn Cormand gedreht hat.
Walter Kolm-Veltées Film hat die Handlung verknappt nicht zu einem Opernfilm, sondern zu einer „Filmoper“. Die Akteure folgen einer strengen Choreografie, deren Rhythmik nicht nur den Gesang, sondern auch die Bewegungen streng reglementiert. Etliche Gesangsrollen wurden mit Schauspielern besetzt, ihre Gesangspartien von Opernsängern übernommen. Der Regisseur hat dazu geschrieben: „Die gesamten Tonaufnahmen werden vor Drehbeginn stattzufinden haben und der gesangliche Ausdruck zu diesem Zeitpunkt bereits so präzise festgelegt sein, dass er später, wenn die Darsteller diesen Part nachsingend agieren, die Stimmung des gesungenen Wortes den schauspielerischen Notwendigkeiten entspricht. Es musste also Kammersänger Walter Berry gelingen, in jeden Teil seiner Partie als Leporello (Masetto!) jene Schwingungen des Ausdrucks zu legen, deren Josef Meinrad viele Wochen später für seine mimische Leistung am Drehtag bedarf.“ (Filmarchiv Austria)
Bernhard Paumgartner dirigiert die Wiener Symphoniker. Der Film wurde in der sowjetischen Zone Wiens in den Rosenhügel Studios produziert.

## Schauspieler und Sänger
- Cesare Danova als Don Giovanni
- Josef Meinrad als Leporello
- Evelyn Cormand als Zerlina
- Hans von Borsody als Masetto
- Lotte Tobisch als Donna Elvira
- Jean Vinci als Don Ottavio
- Marianne Schönauer als Donna Anna
- Fred Hennings als Commendatore
- Senta Wengraf als Elviras Magd
- Helmuth Krauss als Wirt

- Walter Berry als Masetto (Sänger)
- Anny Felbermayer als Zerlina / Donna Anna (Sängerin)
- Gottlob Frick als Commendatore (Sänger)
- Hanna Löser als Donna Elvira (Sängerin)
- Hugo Meyer-Welfing als Don Ottavio (Sänger)
- Alfred Poell als Don Giovanni (Sänger)
- Harald Pröglhöf als Leporello (Sänger)